# 班斯科市鎮

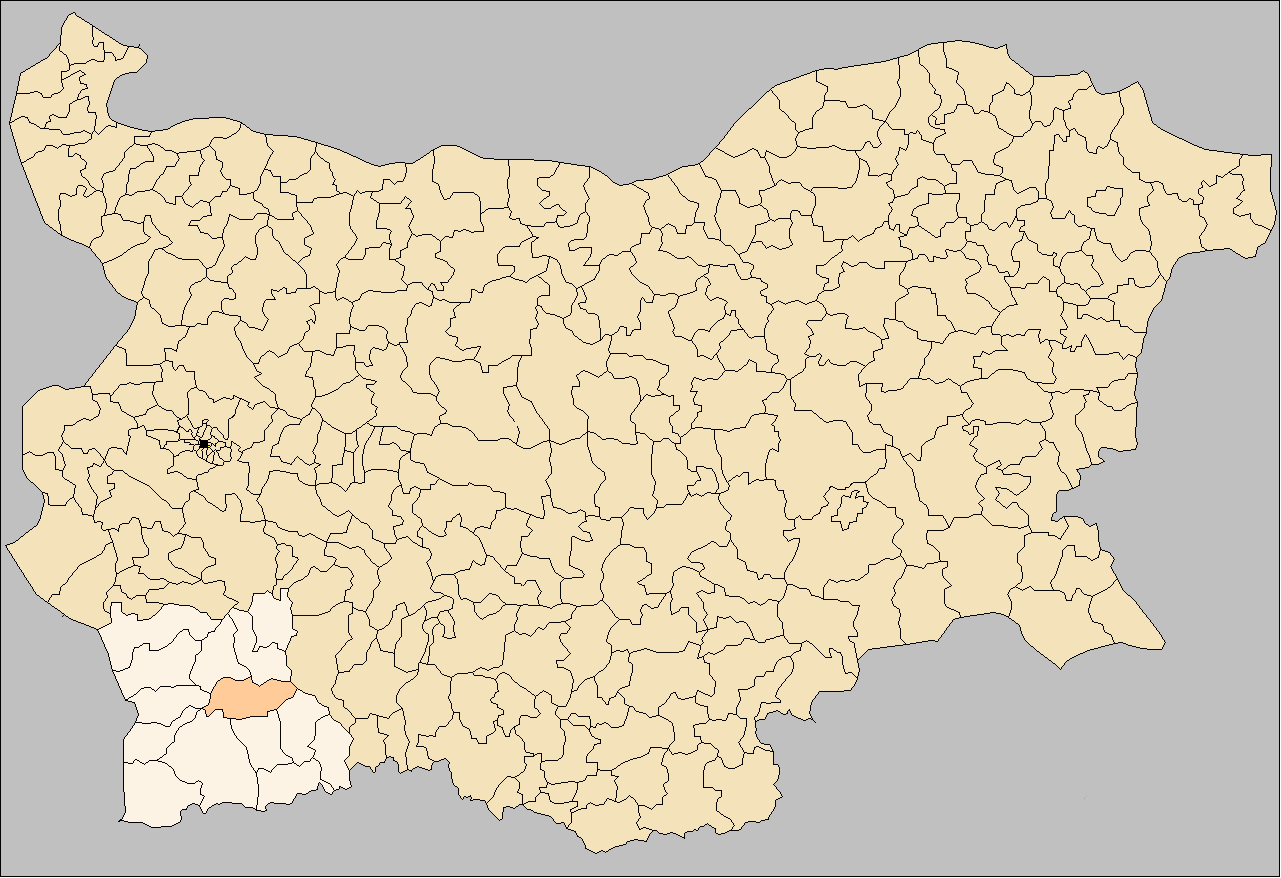

41°50′N 23°29′E / 41.833°N 23.483°E
班斯科市鎮，是保加利亞西南部布拉戈耶夫格勒州的市鎮，行政中心为班斯科，面積475.88平方公里，海拔高度871米，2011年人口13,088，人口密度每平方公里28人。